# الانتخابات العامة في ساموا 2021
أجريت الانتخابات العامة في ساموا في 9 أبريل 2021. وقبل حل الجمعية التشريعية لساموا في 3 مارس 2021، قام رئيس الوزراء تويلايبا أيونو سيليلي ماليليغاوي بتشكيل لجنة تحقيق اتهم فيها السياسيين المعارضين بـ «الخيانة» و«تضليل الشعب» والقيام بحملات ضد الحكومة. في مارس 2021، جرى انتخاب Fiame Naomi Mataʻafa، العضو السابق في حزب حماية حقوق الإنسان الحاكم (HRPP) ونائب رئيس الوزراء السابق، لقيادة حزب المعارضة الرئيسي Faʻatuatua i le Atua Samoa ua Tasi (FAST). قاد تويلايبا حزب حقوق الإنسان في في الانتخابات.
أظهرت النتائج الأولية التعادل بين حزبي HRPP وFAST، حيث فاز كل منهما بـ 25 مقعدًا في الجمعية التشريعية. جرى تأكيد ذلك في العد النهائي. ومع ذلك، قررت اللجنة الانتخابية في ساموا فيما بعد أن نسبة النساء الفائزات تُشكل 9.8% من الأعضاء المنتخبين، وبالتالي فإن النتائج لا تفي بأحكام دستورية تقضي بأن تشغل النساء ما لا يقل عن 10% من المقاعد. ونتيجة لذلك، جرى الإعلان عن انتخاب مُرشحة إضافية هي «علي أملانو ألوفا تواو» من حزب حقوق الإنسان، مما أدى إلى زيادة عضوية البرلمان إلى 52 مقعدًا وأصبح إجمالي مقاعد حزب HRPP هو 26 مقعدًا. بعد ذلك، أعلن Tuala Iosefo Ponifasio، وهو عضو مستقل، أنه سينحاز إلى حزب FAST، وبذلك ينشأ «برلمان مُعَلَّق» يضم 26 مقعدًا لكل من HRPP وFAST.
ومع ذلك، في 17 مايو 2021، ألغت المحكمة العليا في ساموا قرار اللجنة الانتخابية، وألغت المقعد الإضافي، وحكمت ضد طلب تويليبا إجراء انتخابات جديدة. أعطى هذا حزب FAST أغلبية ضئيلة، مما سمح لهم بإعلان النصر واختيار ماتافا لتصبح أول رئيسة وزراء في ساموا.

## خلفية
حقق حزب HRPP فوزًا ساحقًا في انتخابات عام 2016، حيث فاز بـ 35 مقعدًا (في ذلك الوقت) من 49 مقعدًا في الجمعية التشريعية. انضم 12 من أصل 13 مرشحًا مستقلاً ناجحًا في البرلمان لاحقًا إلى حزب HRPP، ليصل إجمالي مقاعد الحزب إلى 47. منع هذا تاوتوا ساموا، الذي احتفظ بمقعدين فقط (أقل من 13 مقعدًا من انتخابات 2011)، من الحصول على المقاعد الثمانية المطلوبة للاعتراف به كحزب برلماني، وبالتالي ترك ساموا بدون معارضة رسمية. تمت إضافة مقعد إضافي في البرلمان للالتزام بحصة النوع الاجتماعي. انضم النائب المستقل أولو فيتي فاي إلى تاوتوا ساموا، ومنح الحزب ثلاثة مقاعد.
تعرضت حكومة HRPP الحالية لانتقادات بسبب سوء تعاملها مع تفشي مرض الحصبة في ساموا لعام 2019. في مايو 2020، جرى طرد النائب Laauli Leuatea Polataivao من حزب HRPP بعد التصويت ضد مشروع تعديل قانون "الأراضي وسندات الملكية'' المثير للجدل. أعلن Polataivao أنه استقال وشكل لاحقًا حزب FAST لخوض الانتخابات العامة لعام 2021. تبع خروجه من حزب حقوق الإنسان لاحقًا أعضاء آخرون في تجمع حزب حقوق الإنسان، بما في ذلك فيامي نعومي مطافعة، التي استقالت من منصب نائب رئيس الوزراء، احتجاجًا أيضًا على قانون الأراضي وسندات الملكية. في أغسطس 2020، خاض Polataivao بنجاح الانتخابات في دائرته الانتخابية Gagaifomauga رقم 3، وأعيد انتخابه للبرلمان باعتباره النائب الوحيد لحزب FAST. اختارت فيامي نعومي مطاعفة، التي تمت دعوتها للانضمام إلى FAST بعد استقالتها من HRPP، أن تظل مستقلة. ولم تنضم إلى FAST إلا بعد حل البرلمان. عند حل البرلمان السادس عشر، احتل حزب HRPP عدد 44 مقعدًا، وحزب توتوا مقعدين، وحزب FAST مقعدًا واحدا، وشغل المستقلون المقاعد الثلاثة الباقية.

## النظام الانتخابي
شهدت انتخابات عام 2021 انتخاب 51 عضوًا من دوائر انتخابية ذات عضو واحد عن طريق الفوز للأكثر أصواتًا. جرى إدخال حق الاقتراع العام في عام 1990، مما سمح لمواطني ساموا الذين تزيد أعمارهم عن 21 عامًا بالتصويت شخصيًا. يجب أن يكون عمر المرشحين 21 عامًا على الأقل، وأن يكونوا على من رؤساء العائلات وأن يكونوا مقيمين في البلاد لمدة ثلاث سنوات على الأقل قبل تاريخ الترشيح. كان موظفو الخدمة المدنية والأشخاص المصابون بأمراض عقلية غير مؤهلين للترشح. الأشخاص المدانون بتهمة الرشوة أو بجرائم انتخابية، والأشخاص الذين حُكم عليهم بالسجن لأكثر من عامين (بما في ذلك عقوبة الإعدام)، كانوا أيضًا غير مؤهلين.
يضمن تعديل الدستور لعام 2013 تخصيص ما لا يقل عن 10 في المائة من مقاعد البرلمان للنساء.

## الحملة الانتخابية
كان من المتوقع في الأصل أن تتنافس خمسة أحزاب في الانتخابات: حزب حقوق الإنسان HRPP، وحزب فاست FAST، وحزب تاوتوا ساموا، وحزب ساموا أولًا، والحزب الديمقراطي الوطني في ساموا. في مايو 2020، سُجل حزب آخر، هو حزب توموا ما بوليونو. في يوليو 2020، أكد رئيس الوزراء تويلايبا سايليلي ماليليغاوي أنه سيتنافس في الانتخابات للمرة خامسة ليصبح ذلك رقمًا قياسيًا.
ترشح 200 مرشحًا للانتخابات: بعد سماع الطعون الانتخابية، انخفض العدد إلى 198: 113 لـ HRPP، و50 لـ FAST، و14 لـ Tautua Samoa، و5 لـ Samoa First، و1 لحزبالسيادية المستقلة و15 من المستقلين. ترشحت 21 امرأة، وهو رقم قياسي. جرى انتخاب ثلاثة مرشحين بالتزكية، هم رئيس الوزراء Tuila'epa Sailele Malielegaoi، وزعيم FAST فيامي نعومي مطافعة، والوزيرة Lealailepule Rimoni Aiafi حيت لم يتقدم مُرشحين أمامهم.
في 2 سبتمبر 2020، أعلن حزب FAST أنه سيتعاون مع الحزب الوطني الديمقراطي في ساموا وحزب توموا ما بوليونو لخوض انتخابات 2021. حيث سيخوض مرشحو SNDP وTumua ma Puleono تحت راية FAST، مع مرشح واحد فقط في كل دائرة انتخابية. في يناير 2021، بدأ الحزب «حملة انتخابية»، ندد رئيس الوزراء تويلايبا بهذه الحملة الترويجية باعتبارها «ممارسة أجنبية»، وشجع أنصاره على تنظيم الأحداث السريعة لمواجهة «غسيل الدماغ» للحزب. في 29 يناير، كشف حزب FAST أنه بدأ محادثات مع حزب تاوتوا ساموا لتشكيل «تحالف كبير» للإطاحة بالحكومة. غالبًا ما تغيب نواب FAST عن البرلمان خلال جلسته الأخيرة للحملة، مما أدى إلى تهديدات بإجراءات تأديبه بحقهم من قِبل نائب رئيس مجلس النواب. في اليوم الأخير للبرلمان في 3 مارس، أمر رئيس الوزراء ماليليغاوي بتشكيل لجنة تحقيق للتحقيق في غيابات النواب، فضلاً عن «أعمال الخيانة» غير المحددة المتعلقة بخطب الحملة الانتخابية. بعد ردود الفعل من الحملة الترويجية، أطلق الحزب رسميًا بيانه في أواخر مارس، قبل أسابيع فقط من الاقتراع.
بدأ حزب حقوق الإنسان حملته قبل ثلاثة أسابيع فقط من موعد الانتخابات، حيث أطلق بيان في 19 مارس. ووعد الحزب بمستشفى جديد في ساليلوغا ووزارات مستقلة جديدة للثقافة والبيئة.
أصدر حزب تاوتوا ساموا بيانه في سبتمبر 2020، ووعد بزيادة المعاشات التقاعدية، وزيادة الحد الأدنى للأجور، وهيئة لمكافحة الفساد. في 11 ديسمبر 2020، أعلن الحزب عن تحالف انتخابي مع حزب ساموا أولًا وحزب ساموا المستقل ذات السيادة، حيث يدعم الطرفان مرشحي بعضهما البعض في مقاعد لا يتنافسان فيها ضد بعضهما البعض. في 29 يناير 2021، أطلق التحالف بيانه الرسمي.
في 26 مارس 2021، توقع رئيس الوزراء تويلايبا أيونو سايليلي ماليليغاوي أن يفوز حزب حقوق الإنسان في الانتخابات ويزيد عدد مقاعده في البرلمان إلى 45.

## الانتخابات
جرى الإعلان عن موعد الانتخابات ليكون في أبريل 2020.
في 13 فبراير 2021، حذر مفوض الانتخابات المجالس القروية من التدخل في حقوق التصويت.
جرى حل البرلمان في 3 مارس 2021، وصدر أمر الانتخاب في 9 مارس 2021.
بدأ التصويت المبكر لكبار السن، والناخبين المعاقين، والعاملين الأساسيين، والمسافرين في 5 أبريل، وجرى نشر النتائج كل مساء. وفقا للجنة الانتخابية أدلى 7414 ناخبا بأصواتهم في التصويت المبكر. أظهرت نتائج ما قبل الاقتراع أن HRPP يتقدم في 27 مقعدًا، وFAST في 20، وTautua في مقعد واحد. فتحت صناديق الاقتراع في يوم الانتخابات الساعة 8 صباحًا حتى الساعة 3 مساء.
جرى الكشف عن 39 حالة تصويت مزدوج في الفرز الرسمي لدائرة Sagaga 2 وأحيلت إلى الشرطة.

## النتائج
أظهرت النتائج النهائية حصول حزب FAST على 25 مقعدًا وانخفض عدد مقاعد حزب HRPP إلى 25 مقعدًا. فازت خمس نساء. بدأت المفاوضات على الفور للفوز بأحد المستقلين وهو توالا يوسيفو بونيفاسيو، وفي 21 أبريل أعلن أنه سينضم إلى حزب FAST.
| الحزب | الأصوات | النسبة | المقاعد | +/-  |
| --- | ------- | ------ | ------- | ---- |
| Human Rights Protection Party | 49,237  | 55.38  | 25      | –9   |
| Faith in the One True God | 32,510  | 36.57  | 25      | جديد |
| Tautua Samoa Party | 2,900   | 3.26   | 0       | –2   |
| Samoa First Party | 207     | 0.23   | 0       | جديد |
| Sovereign Independent Samoa Party | 30      | 0.03   | 0       | جديد |
| المستقلون | 4,025   | 4.53   | 1       | –12  |
| الإجمالي | 88,909  | 100.00 | 51      | +1   |
| الأصوات الصحيحة | 88,909  | 99.32  |         |      |
| الأصوات الباطلة | 605     | 0.68   |         |      |
| إجمالي الأصوات | 89,514  | 100.00 |         |      |
| الناخبين المسجلين | 128,848 | 69.47  |         |      |
| المصادر: Government of Samoa, Seat counts, Registered voters; Candidate affiliations of all except Vaa o Fonoti, Anoamaa 1 and Aleipata Itupa i Luga |         |        |         |      |

## ما بعد الانتخابات
جرى تقديم 28 التماساً انتخابياً، 14 ضد FAST و14 ضد HRPP.
في 20 أبريل 2021، أعلنت لجنة الانتخابات في ساموا انتخاب السيدة «علي أملمانو ألوفا تواو» من حزب حقوق الإنسان في ساموا بسبب اشتراط أن تشغل النساء ما لا يقل عن 10٪ من المقاعد في البرلمان. طُعن على هذا القرار في المحكمة من قبل FAST. في 21 أبريل، أعلن المستقل Tuala Iosefo Ponifasio أنه سينضم إلى FAST، مما أدى إلى طريق برلمان مسدود 26-26. في 23 أبريل، دعا حزب تاوتوا ساموا إلى إجراء انتخابات جديدة لحل المأزق. في 25 أبريل، قال الكاتب التشريعي تياتيا غرايم توالوليلي إن افتتاح البرلمان سيتأخر حتى يجري حل الالتماسات الانتخابية. في 4 مايو، التقى قادة HRPP وFAST مع رئيس الدولة Tuimalealiifano Va'aletoa Sualauvi II لمناقشة إمكانية إجراء انتخابات ثانية لكسر الجمود. عارض حزب FAST إجراء انتخابات جديدة، قائلاً إن القضايا المعروضة على المحاكم والالتماسات الانتخابية يجب حلها أولاً. في مساء يوم 4 مايو، أمر الرئيس بحل البرلمان وإجراء انتخابات جديدة في 21 مايو. وصدر أمر الانتخاب الجديد في 5 مايو 2021. رحب حزب تاوتوا ساموا بالحل، لكن استنكره حزب FAST، ووصفه بأنه «غير دستوري» وبمثابة «انقلاب».
بدأ حزب FAST إجراءات المحكمة للطعن في قرار الحل. جرى الاستماع إلى القضية في 14 مايو، وصدر قرار في 17 مايو، مع إصدار قرار بشأن مقعد Tuuau في نفس اليوم. كان الطعن ناجحًا، حيث حُكِم بالاستماع إلى الالتماسات الانتخابية اعتبارًا من 24 مايو.
في 17 مايو، ألغت المحكمة العليا في ساموا تعيين Tuuau، وأعطت حزب FAST أغلبية 26-25 في البرلمان. بعد ذلك بوقت قصير، ألغوا إبطال نتائج الانتخابات والدعوة إلى انتخابات جديدة لعدم وجود سلطة قانونية لها الحق في ذلك. وأيدوا نتائج أبريل وأمروا البرلمان بالاجتماع في غضون 45 يوما من موعد الاقتراع الأصلي. وقال رئيس الوزراء ماليليغاوي إنه سيتم استئناف القرارين.
في 18 مايو 2021، التقت فيامي نعومي مطافعة وممثلو حزب FAST مع رئيس الدولة لتأكيد حصولهم على دعم 26 نائبًا وتقديم أسماء مرشحيهم لمنصب الرئيس والنائب. قال رئيس الوزراء ماليليغاوي إن حكومته المؤقتة ستبقى في السلطة حتى يجري حل جميع القضايا المتعلقة بالانتخابات.
في 19 مايو، وافق رئيس الدولة على عقد البرلمان الجديد. في 21 مايو، رفضت محكمة الاستئناف في ساموا تعليق حكم المحكمة العليا بشأن تعيين تواو، مؤكدة الأغلبية البرلمانية لـ FAST. وبعد صدور الحكم مباشرة، أصدر رئيس الدولة إعلانًا يدعو إلى افتتاح البرلمان الجديد في 24 مايو. وفي نفس اليوم، رفضت المحكمة العليا محاولة النائب العام لإلغاء الأمر. وبذلك، قضت المحكمة بأن «حكم المحكمة العليا يمثل القانون في ساموا، وينبغي اتباعه. يترتب على عدم الالتزام بالقانون تبعاته».
في 22 مايو 2021، علق رئيس الدولة الإعلان حتى إشعار آخر ولم يوضح الأسباب الكامنة وراء التعليق ولكن الأسباب المذكورة ستُعرف في «الوقت المناسب»، مما أدى إلى أزمة دستورية في ساموا. ونددت زعيمة FAST فيامي نعومي مطافعة بالتعليق ووصفته بالانقلاب، وأعلنت عن خطط للطعن فيه في المحكمة. في 23 مايو، اجتمعت المحكمة العليا في غرفتين للاستماع إلى اقتراح بإلغاء التعليق. بعد ظهر ذلك اليوم، قررت المحكمة أن القرار غير قانوني وأن إعلان انعقاد البرلمان في 24 مايو لا يزال ساري المفعول. ورد رئيس الوزراء ماليليغاوي بالقول إن أمر المحكمة غير قانوني، وأن القضاة انتهكوا لوائح حالة الطوارئ ويجب توجيه الاتهام إليهم، وأنه وأعضاء حزب حقوق الإنسان سيرفضون أداء اليمين عند انعقاد البرلمان. في وقت لاحق من ذلك المساء، زعم رئيس مجلس النواب ليوبيبي توليافوا فافيسي إلغاء مراسم أداء اليمين، في انتهاك لأمر المحكمة.
في صباح يوم 24 مايو، وصل نواب وأنصار FAST إلى مجلس النواب وكانت الشرطة محيطة بالمبنى وقامت بإغلاق الأبواب. ورفض موظف البرلمان دخولهم امتثالا لأمر فافيسي. وقالت فيامي نعومي، إن النواب سينتظرون رئيس الدولة، ويعقدون مجلس النواب على درجات السُلَّم الأمامية إذا لزم الأمر.